# Hans Heimer
Hans Heimer, född 3 juli 1939 i Sundsvall, död 28 november 2022 i Umeå, var en svensk jurist som var lagman i Umeå tingsrätt från 1991 till sin pensionering 2007.
Heimer utsågs till rådman i Umeå tingsrätt 13 oktober 1977 efter att före dessa varit hovrättsråd i hovrätten för Övre Norrland. Han utsågs till lagman där 30 oktober 1991. 